# Pimpla nipponica
Pimpla nipponica là một loài tò vò trong họ Ichneumonidae.